# Izet Hajrović
Izet Hajrović (Brugg, 4. kolovoza 1991.) bivši je bosanskohercegovački nogometaš i reprezentativac koji je igrao na poziciji krila.

## Klupska karijera

### Grasshopper
U mlađim kategorijama od 2000. do 2009. godine, Hajrović je proveo u Grasshopperu. U sezoni 2009./10. prelazi u seniorsku momčad, gdje je najčešće igrao kao ofenzivni i desni krilni vezni igrač. Za Grasshoper je skupio ukupno 91 nastup i upisao 20 pogodaka.

### Galatasaray
U siječnju 2014. godine, Hajrović je potpisao za turski Galatasaray za 3,5 milijuna eura. Za novi klub debitirao je na utakmici protiv Bursaspora koja je završila pobjedom Galatasaraya (6:0). Prvi pogodak za Galatasaray postigao je 5. veljače protiv Tokatspora u pobjedi (3:0) u kupu Turske.
U ljeto 2014. godine, Hajrović podnosi žalbu FIFA-i protiv Galatasaraya zbog neisplate financijskih obveza prema njemu. Ubrzo, od FIFA-e dobiva dozvolu da pronađe novi klub.

### Werder Bremen
U srpnju 2014. godine, Hajrović potpisuje četverogodišnji ugovor s Werderom iz Bremena. Prvu utakmicu za novi klub upisao je u pobjedi (5:2) protiv Innsbrucka. Za njemački klub upisao je 38 nastupa i u njima postigao 2 pogotka.

### Eibar
U kolovozu 2015. godine, Hajrović je oišao na jednogodišnju posudbu u španjolski Eibar. Za momčad Eibara, Hajrović je skupio ukupno 9 nastupa i 1 pogodak. (u španjolskom kupu)

### Dinamo Zagreb
U siječnju 2018., Hajrović je kao slobodan igrač stigao u hrvatskog prvaka Dinamo Zagreb. Prvi nastup za Dinamo upisao je 10. veljače 2018. u gostujućuj pobjedi nad Osijekom. Prvi pogodak upisao je 4. travnja u kupu protiv Rijeke. Svoj prvi ligaški pogodak upisao je 2. veljače 2019. protiv Rudeša. Na toj utakmici je postigao dva pogotka.

### Aris
U lipnju 2021. godine, Hajrović je stigao u grčki Aris iz Soluna. U klub je došao bez odštete, nakon što je potpisao sporazumni raskid ugovora s Dinamom.

## Reprezentativna karijera
U studenom 2012. godine, Hajrović je debitirao za Švicarsku reprezentaciju ušavši s klupe u 83. minuti u prijateljskoj utakmici protiv Tunisa. U lipnju 2013. godine potvrdio je da će u budućnosti nositi dres reprezentacije Bosne i Hercegovine.
U kolovozu 2013. godine, FIFA je potvrdila da Hajrović može nastupati za BiH pošto je podnio zahtjev za promjenu sportskog državljanstva. Hajrovića je 26. kolovoza 2013. godine tadašnji izbornik reprezentacije BIH Safet Sušić priključio za dvije utakmice protiv Slovačke u okviru kvalifikacija za Svjetsko prvenstvo 2014. u Brazilu. U drugoj utakmici protiv Slovaka, 10. rujna, Hajrović je postigao svoj prvi pogodak za reprezentaciju BiH, i to odmah po ulasku s klupe, u drugom kontaktu s loptom, odličnim udarcem s oko 25 metara. Tim pogotkom donio je jako važnu pobjedu reprezentaciji BiH za odlazak na SP.
Početkom lipnja 2014. godine, Hajrović postiže još jedan pogodak u reprezentativnom dresu. Ovog puta to je bio jedini pogodak na prijateljskoj utakmici protiv Meksika u Chicagu, odigranoj u sklopu priprema za SP 2014. Nakon pripremnih utakmica reprezentacije BIH, Hajrović je dobio priliku da nastupi u prvoj utakmici grupne faze Svjetskog prvenstva u Brazilu. Iako je BIH izgubila prvu utakmicu od reprezentacije Argentine rezultatom 2:1, Hajrović je odigrao oko 70 minuta, i bio jedan od istaknutijih na toj utakmici. Dobio je šansu i na utakmici drugog kola grupne faze u porazu od Nigerije 1:0, ali je odigrao jednu od lošijih utakmica u svojoj karijeri, te je zbog toga bio izostavljen iz sastava za posljednju utakmicu grupne faze protiv Irana, koju je BIH dobila rezultatom 3:1.

## Priznanja

### Klupska
Grasshopper
- Švicarski kup (1): 2012./13.

Galatasaray
- Turski kup (1): 2013./14.

Dinamo Zagreb
- Prvak Hrvatske (4): 2017./18., 2018./19., 2019./20., 2020./21.
- Hrvatski nogometni kup (2): 2017./18., 2020./21.
- Hrvatski nogometni superkup (1): 2019.

## Vanjske poveznice
- Izet Hajrović na transfermarkt.com (engl.)
- Izet Hajrović na soccerway.com (engl.)